# 잭 해리슨
잭 데이비드 해리슨 (Jack David Harrison, 1996년 11월 20일 ~ )는 잉글랜드의 축구 선수이며, 에버턴에서 윙어로 뛰고 있다.